# Brummer József
Brummer József (Zombor, 1883. október 22. – New York, 1947. április 14.) magyar szobrász, világszerte ismert műkereskedő. 1906-ban két testvérével Párizsban nyitotta meg első műkereskedését, majd galériáját, a Brummer Gallery-t az első világháború kirobbanásakor New Yorkba telepítette át. Sokáig alig foglalkozott vele a művészettörténet. A figyelmet itthon Dévényi Iván hívta fel rá 1968-ban, a Művészet című újságba írt cikkével.

## Élete és munkássága
Brummer József 1883-ban Zomborban született. Szülei Brummer Kálmán vegyeskereskedő és Heller Ida voltak. Középiskoláit 1897-től a  fa- és fémipari iskolában végezte Szegeden. Pályatársaival, Cs. Joachim Ferenccel és Csáky Józseffel itt ismerkedett meg. Szegedi tanárainak javaslatára 1899-ben a budapesti Iparművészeti Iskola növendéke lett. Az iskola elvégzése után Münchenben folytatta tanulmányait.
1904-ben barátjával, Cs. Joachim Ferenccel rövid ideig Párizsban tartózkodott. Brummerre Rodin új szellemű plasztikái voltak nagy hatással. 1905 tavaszán mindketten hazatértek. Brummer a nagybányai művésztelepre került, majd utána Budapesten és Szegeden dolgozott. 
1907-ben Cs. Joachimmal ismét Párizsba utazott. Az ösztöndíj nélkül idegenben élő művésznek sokat kellett nélkülöznie és küzdenie, hogy pályáján érvényesülni tudjon a francia fővárosban. Jó pár év volt szükséges ahhoz, hogy első párizsi sikereiről Szegeden is tudomást szerezzenek. Az 1910-es évektől kezdve Cs. Joachimmal, Brummerrel – és az ő ösztönzésükre Párizsba ment – Csáky Józseffel gyakran foglalkoznak a helyi újságok, végre a Dél-Magyarország 1910 őszén hosszú cikkben ír Brummer addigi pályafutásáról.
Brummer modern szobrászati törekvéseit Szegeden nem értették meg. Az itteniek ízlése az akadémikus, eklektikus köztéri szobrokhoz volt szokva. Ő ezelől a konzervatív szemlélet elől menekült Párizsba és nem utolsósorban Rodin művészete iránti lelkesedésből.

## Brummer Galéria
A szűkös párizsi évek alatt bontakozik ki benne az üzletember. Egzisztenciáját egy egzotikus tárgyakat árusító műkereskedés létesítésével alapozza meg. 1906-ban Párizsban két fivérével, Brummer Imre, Brummer Ernő, a boulevard Raspail-n nyitja meg első műkereskedését. Néhány év múlva meggazdagodva, pazar műtermet rendezett be. Közben Rodin tanítványa lett, szerepelt időnként saját szobraival párizsi tárlatokon, mégis mint műkereskedő vált egyre ismertebbé, majd később világviszonylatban is híressé. Kapcsolata a párizsi művészekkel egyre jobban kiszélesedik. 
Galériáját, Brummer Gallery, az első világháború kitörése után New Yorkba helyezi át. Itt jelentős kiállításokat rendez – többek között – 1933-ban Maillolnak,
Brâncușinak és Matisse-nak, akinek magán akadémiájába egykor ő maga is járt. Czóbel Béla festményeit 1927-ben és 1936-ban a Brummer Galéria állítja ki New Yorkban az amerikai közönség elé. 
1947-ben bekövetkezett halálát követően két évig működött galériája, majd 1949-ben zárt be. A gyűjtemény jelentős része a Metropolitan Museum of Art tulajdonába került 1947-ben, a további részét az azt követő három évtized során aukciókon értékesítették. 
Saját korában még nem tudták, de 1931-től haláláig birtokolta a 2007-ben a világ addig aukción legmagasabb áron értékesített szobrát, a Guennol-oroszlánt.

## Emlékezete
Brummer József amerikai méretű karriert futott be mint műkereskedő. Élete során nemcsak dúsgazdag üzletember lett, de személyére Zadkinetól Ferenczy Béniig utalást találunk a nagy művészmemoárokban. Az egyetemes művészettörténet számára Henri Rousseau örökítette meg 1909-ben. Ez visszavezethető arra, miszerint Rousseau-nak Brummer volt a mecénása. A festményt a londoni National Gallery őrzi.
Brummer József emlékezete Budapesten egy szoborhoz, Szegeden egy képhez kötődik. Az ő ajándékaként került a Szépművészeti Múzeumba Despiau-nak remek női portréja. 1911-ben pedig Munkácsy Mihály A főpap című festményét adományozta a szegedi Móra Ferenc Múzeumnak.

## Családja
Unokaöccse, Serly-Brummer András amerikai zeneszerző volt.